# Mistrzostwa Świata w Wioślarstwie 2009 – ósemka mężczyzn
Ósemka mężczyzn (M8+) – konkurencja rozgrywana podczas Mistrzostw Świata w Wioślarstwie 2009 w Poznaniu między 23 a 30 sierpnia na Torze Regatowym Malta.

## Harmonogram konkurencji
Wszystkie godziny w czasie letnim (UTC+2)
| Godzina                        | Wydarzenie  | Runda      |
| ------------------------------ | ----------- | ---------- |
| Poniedziałek, 24 sierpnia 2009 | 13:00-13:12 | Eliminacje |
| Środa, 26 sierpnia 2009        | 11:18-11:24 | Repasaże   |
| Sobota, 29 sierpnia 2009       | 16:30-16:36 | Finał B    |
| Niedziela, 30 sierpnia 2009    | 13:03-13:18 | Finał A    |

## Medaliści
| Złoto | Srebro | Brąz |
| Niemcy · Urs Käufer · Gregor Hauffe · Florian Mennigen · Kristof Wilke · Richard Schmidt · Filip Adamski · Toni Seifert · Sebastian Schmidt · Martin Sauer | Kanada · Steven Vanknotsenburg · Gabriel Bergen · Robert Gibson · Douglas Csima · Malcolm Howard · Andrew Byrnes · James Dunaway · Derek O’Farrell · Mark Laidlaw | Holandia · Meindert Klem · Robert Lücken · David Kuiper · Jozef Klaassen · Olivier Siegelaar · Mitchel Steenman · Olaf van Andel · Diederik Simon · Peter Wiersum |

## Wyniki

### Eliminacje
Reguła kwalifikacji: 1-2 → FA, 3.. → R

#### Eliminacje 1
| Miejsce | Zawodnik | Kraj              | Czas    | Uwagi |
| ------- | --- | ----------------- | ------- | ----- |
| 1       | Urs Käufer Gregor Hauffe Florian Mennigen Kristof Wilke Richard Schmidt Filip Adamski Toni Seifert Sebastian Schmidt Martin Sauer                    | Niemcy            | 5:58,16 | FA    |
| 2       | Thomas Broadway Tom Burton James Orme Tom Solesbury Tom Wilkinson Daniel Ritchie Tom Ransley James Clarke Phelan Hill                                | Wielka Brytania   | 5:59,48 | FA    |
| 3       | Thomas Larkins Joshua Dunkley-Smith Mitchell Estens Thomas Swann Bryn Coudraye Samuel Loch Fergus Pragnell Richard Allsop Toby Lister                | Australia         | 5:59,53 | R     |
| 4       | Andrij Pryweda Serhij Bazylew Anton Cholaznykow Wałentyn Kłećkoj Andrij Jakymczuk Dmytro Prokopenko Andrij Szpak Serhij Czykanow Ołeksandr Konowaluk | Ukraina           | 6:01,75 | R     |
| 5       | Alexander Osborne Michael Holbrook Jacob Cornelius Stephen Kasprzyk Beau Hoopman Tyler Winklevoss Ross James Grant James Edmund Del Guercio          | Stany Zjednoczone | 6:04,13 | R     |

#### Eliminacje 2
| Miejsce | Zawodnik | Kraj     | Czas    | Uwagi |
| ------- | --- | -------- | ------- | ----- |
| 1       | Steven Vanknotsenburg Gabriel Bergen Robert Gibson Douglas Csima Malcolm Howard Andrew Byrnes James Dunaway Derek O’Farrell Mark Laidlaw                | Kanada   | 6:02,58 | FA    |
| 2       | Meindert Klem Robert Lücken David Kuiper Jozef Klaassen Olivier Siegelaar Mitchel Steenman Olaf van Andel Diederik Simon Peter Wiersum                  | Holandia | 6:04,46 | FA    |
| 3       | Dienis Kleszniew Anton Sołdunow Nikita Morgaczow Aleksandr Lebiediew Roman Worotnikow Igor Sałow Anton Zarucki Dienis Markiełow Pawieł Safonkin         | Rosja    | 6:10,53 | R     |
| 4       | Romano Battisti Marco Resemini Raffaello Leonardo Pierpaolo Frattini Dario Dentale Francesco Fossi Niccolò Mornati Lorenzo Carboncini Gaetano Iannuzzi  | Włochy   | 6:10,58 | R     |
| 5       | Krystian Aranowski Michał Szpakowski Sławomir Kruszkowski Piotr Hojka Mikołaj Burda Wojciech Gutorski Marcin Brzeziński Rafał Hejmej Daniel Trojanowski | Polska   | 6:17,40 | R     |

### Repasaże
Reguła kwalifikacji: 1-2 → FA, 3... → FB
| Miejsce | Zawodnik | Kraj              | Czas    | Uwagi |
| ------- | --- | ----------------- | ------- | ----- |
| 1       | Krystian Aranowski Michał Szpakowski Sławomir Kruszkowski Piotr Hojka Mikołaj Burda Wojciech Gutorski Marcin Brzeziński Rafał Hejmej Daniel Trojanowski | Polska            | 5:29,72 | FA    |
| 2       | Romano Battisti Marco Resemini Raffaello Leonardo Pierpaolo Frattini Dario Dentale Francesco Fossi Niccolò Mornati Lorenzo Carboncini Gaetano Iannuzzi  | Włochy            | 5:32,15 | FA    |
| 3       | Alexander Osborne Michael Holbrook Jacob Cornelius Stephen Kasprzyk Beau Hoopman Tyler Winklevoss Ross James Grant James Edmund Del Guercio             | Stany Zjednoczone | 5:34,72 | FB    |
| 4       | Thomas Larkins Joshua Dunkley-Smith Mitchell Estens Thomas Swann Bryn Coudraye Samuel Loch Fergus Pragnell Richard Allsop Toby Lister                   | Australia         | 5:35,71 | FB    |
| 5       | Dienis Kleszniew Anton Sołdunow Nikita Morgaczow Aleksandr Lebiediew Roman Worotnikow Igor Sałow Anton Zarucki Dienis Markiełow Pawieł Safonkin         | Rosja             | 5:38,45 | FB    |
| 6       | Andrij Pryweda Serhij Bazylew Anton Cholaznykow Wałentyn Kłećkoj Andrij Jakymczuk Dmytro Prokopenko Andrij Szpak Serhij Czykanow Ołeksandr Konowaluk    | Ukraina           | 5:39,68 | FB    |

### Finał B
| Miejsce | Zawodnik | Kraj              | Czas    | Uwagi |
| ------- | --- | ----------------- | ------- | ----- |
| 1       | Thomas Larkins Joshua Dunkley-Smith Mitchell Estens Thomas Swann Bryn Coudraye Samuel Loch Fergus Pragnell Richard Allsop Toby Lister                | Australia         | 5:31,72 |       |
| 2       | Andrij Pryweda Serhij Bazylew Anton Cholaznykow Wałentyn Kłećkoj Andrij Jakymczuk Dmytro Prokopenko Andrij Szpak Serhij Czykanow Ołeksandr Konowaluk | Ukraina           | 5:34,14 |       |
| 3       | Alexander Osborne Michael Holbrook Jacob Cornelius Stephen Kasprzyk Beau Hoopman Tyler Winklevoss Ross James Grant James Edmund Del Guercio          | Stany Zjednoczone | 5:34,36 |       |
| 4       | Dienis Kleszniew Anton Sołdunow Nikita Morgaczow Aleksandr Lebiediew Roman Worotnikow Igor Sałow Anton Zarucki Dienis Markiełow Pawieł Safonkin      | Rosja             | 5:41,97 |       |

### Finał A
| Miejsce | Zawodnik | Kraj            | Czas    | Uwagi |
| ------- | --- | --------------- | ------- | ----- |
|         | Urs Käufer Gregor Hauffe Florian Mennigen Kristof Wilke Richard Schmidt Filip Adamski Toni Seifert Sebastian Schmidt Martin Sauer                       | Niemcy          | 5:24,13 |       |
|         | Steven Vanknotsenburg Gabriel Bergen Robert Gibson Douglas Csima Malcolm Howard Andrew Byrnes James Dunaway Derek O’Farrell Mark Laidlaw                | Kanada          | 5:27,15 |       |
|         | Meindert Klem Robert Lücken David Kuiper Jozef Klaassen Olivier Siegelaar Mitchel Steenman Olaf van Andel Diederik Simon Peter Wiersum                  | Holandia        | 5:28,32 |       |
| 4       | Krystian Aranowski Michał Szpakowski Sławomir Kruszkowski Piotr Hojka Mikołaj Burda Wojciech Gutorski Marcin Brzeziński Rafał Hejmej Daniel Trojanowski | Polska          | 5:28,40 |       |
| 5       | Thomas Broadway Tom Burton James Orme Tom Solesbury Tom Wilkinson Daniel Ritchie Tom Ransley James Clarke Phelan Hill                                   | Wielka Brytania | 5:32,61 |       |
| 6       | Romano Battisti Marco Resemini Raffaello Leonardo Pierpaolo Frattini Dario Dentale Francesco Fossi Niccolò Mornati Lorenzo Carboncini Gaetano Iannuzzi  | Włochy          | 5:43,58 |       |